# Asterivora albifasciata
Asterivora albifasciata är en fjärilsart som beskrevs av Alfred Philpott 1924. Asterivora albifasciata ingår i släktet Asterivora och familjen gnidmalar. Inga underarter finns listade i Catalogue of Life.